# 전라남도의 고등학교 목록
다음 목록은 전라남도에 있는 고등학교 목록이다.

## 가
강진고등학교 ·  고금고등학교 ·  고흥고등학교 ·  고흥도화고등학교 ·  고흥산업과학고등학교 ·  곡성고등학교 ·  광남고등학교 ·  광양고등학교 ·  광양백운고등학교 ·  광양여자고등학교 ·  광양제철고등학교 ·  광양하이텍고등학교 ·  광영고등학교 ·  구례고등학교 ·  구림공업고등학교 ·  금성고등학교

## 나
나주고등학교 ·  나주공업고등학교 ·  나주상업고등학교 ·  남악고등학교 ·  노화고등학교 ·  녹동고등학교 ·  능주고등학교

## 다
다향고등학교 ·  담양고등학교 ·  담양공업고등학교 ·  도초고등학교

## 마
매성고등학교 ·  목상고등학교 ·  목포고등학교 ·  목포공업고등학교 ·  목포덕인고등학교 ·  목포마리아회고등학교 ·  목포성신고등학교 ·  목포여자고등학교 ·  목포여자상업고등학교 ·  목포정명여자고등학교 ·  목포제일여자고등학교 ·  목포중앙고등학교 ·  목포혜인여자고등학교 ·  목포홍일고등학교 ·  무안고등학교 ·  문태고등학교 ·  문향고등학교

## 바
백제고등학교 ·  벌교고등학교 ·  벌교상업고등학교 ·  벌교여자고등학교 ·  법성고등학교 ·  병영상업고등학교 ·  보성고등학교 ·  봉황고등학교 ·  부영여자고등학교

## 사
삼계부사관고등학교 ·  삼호고등학교 ·  성전고등학교 ·  송지고등학교 ·  순천강남여자고등학교 ·  순천고등학교 ·  순천공업고등학교 ·  순천금당고등학교 ·  순천매산고등학교 ·  순천매산여자고등학교 ·  순천미래과학고등학교 ·  순천복성고등학교 ·  순천여자고등학교 ·  순천제일고등학교 ·  순천청암고등학교 ·  순천팔마고등학교 ·  순천효산고등학교 ·  순천효천고등학교 ·  신안해양과학고등학교

## 아
안좌고등학교 ·  약산고등학교 ·  여남고등학교 ·  여수고등학교 ·  여수공업고등학교 ·  여수석유화학고등학교 ·  여수여자고등학교 ·  여수정보과학고등학교 ·  여수중앙여자고등학교 ·  여수충무고등학교 ·  여수해양과학고등학교 ·  여수화양고등학교 ·  여양고등학교 ·  여천고등학교 ·  영광고등학교 ·  영광공업고등학교 ·  영광전자고등학교 ·  영산고등학교 ·  영산성지고등학교 ·  영암고등학교 ·  영암낭주고등학교 ·  영암여자고등학교 ·  영흥고등학교 ·  예당고등학교 ·  옥과고등학교 ·  완도고등학교 ·  완도금일고등학교 ·  완도수산고등학교 ·  임자고등학교

## 자
장성고등학교 ·  장성하이텍고등학교 ·  장흥고등학교 ·  장흥관산고등학교 ·  전남과학고등학교 ·  전남기술과학고등학교 ·  전남미래자동차고등학교 ·  전남미용고등학교 ·  전남보건고등학교 ·  전남생명과학고등학교 ·  전남에너지고등학교 ·  전남예술고등학교 ·  전남외국어고등학교 ·  전남자연과학고등학교 ·  전남조리과학고등학교 ·  전남체육고등학교 ·  조도고등학교 ·  중마고등학교 ·  지명고등학교 ·  진도고등학교 ·  진도국악고등학교 ·  진도실업고등학교 ·  진성여자고등학교

## 차
창평고등학교

## 하
하의고등학교 ·  한국말산업고등학교 ·  한국바둑고등학교 ·  한국창의예술고등학교 ·  한국항만물류고등학교 ·  한빛고등학교 ·  한영고등학교 ·  한울고등학교 ·  함평고등학교 ·  함평골프고등학교 ·  함평학다리고등학교 ·  해남고등학교 ·  해남공업고등학교 ·  해룡고등학교 ·  호남원예고등학교 ·  화순고등학교 ·  화순이양고등학교 ·  화원고등학교